# Wilfried Seidel (Mathematiker)
Wilfried Seidel (* 27. Januar 1950 in München) ist ein deutscher Mathematiker und Hochschullehrer. Von Oktober 2010 bis März 2018 war er Präsident der Helmut-Schmidt-Universität/Universität der Bundeswehr Hamburg.

## Leben und Beruf
Nach seinem Abitur im Jahre 1969 und der Ableistung des Wehrdienstes bei der Bundeswehr begann Seidel ein Studium der Physik an der Technischen Universität München. Nach dem Vordiplom wechselte er an die Ludwig-Maximilians-Universität München, wo er das Studium der Mathematik 1978 erfolgreich mit dem Diplom beschloss.
Als Wissenschaftlicher Mitarbeiter arbeitete er im Anschluss erneut an der TU München und der LMU München, wo er im Jahr 1983 zu einem Thema der topologischen Maßtheorie („Träger von Borel-Maßen“) bei Ulrich Oppel zum Dr. rer. nat. promoviert wurde. Seine nächste Stelle führte ihn an die damalige Hochschule der Bundeswehr nach Hamburg, wo er als wissenschaftlicher Mitarbeiter arbeitete und im Jahr 1992 mit einem Thema der statistischen Qualitätskontrolle habilitierte. Nach verschiedenen Stationen als Professor (Essen, Kiel, Hamburg) kehrte er im Jahre 1998 schließlich als Professor für Mathematische Methoden der Wirtschaftswissenschaften an die Universität der Bundeswehr zurück.
Nachdem Seidel 2004 und von 2009 bis 2010 als Dekan die Fakultät für Wirtschafts- und Sozialwissenschaften der Helmut-Schmidt-Universität/Universität der Bundeswehr Hamburg vertrat, wurde er am 1. Oktober 2010 Präsident der Universität. Mit Wirkung zum 1. April 2018 wurde er am 23. März 2018 in den Ruhestand verabschiedet.
Seidel ist Mitglied verschiedener wissenschaftlicher Gesellschaften, darunter das Institute of Mathematical Statistics und International Statistical Institute.